# Escudo de Olujas
El escudo de armas de Olujas es un símbolo del municipio español de Olujas (oficialmente les Oluges) y se describe, según la terminología precisa de la heráldica, por el siguiente blasón:

«Escudo en losange de ángulos rectos: de sinople, una cruz llena de oro. Al timbre, una corona mural de pueblo.»

## Diseño
La composición del escudo está formada sobre un fondo en forma de cuadrado apoyado sobre una de sus aristas, llamado escudo de ciudad o escudo embaldosado, según la configuración difundida en Cataluña al haber sido adoptada por la administración en sus especificaciones para el diseño oficial, de color verde intenso (sinople). Tiene una sola carga, que es una pieza en forma de cruz que toca los límites del escudo (llena) de color amarillo intenso (oro).
El escudo está acompañado en la parte superior de un timbre en forma de corona mural, que es la adoptada por la Generalidad de Cataluña para timbrar genéricamente a los escudos de los municipios. En este caso, se trata de una corona mural de pueblo, que básicamente es un lienzo de muralla amarillo (oro) con puertas y ventanas en negro (cerrado de sable), con cuatro torres almenadas, tres de ellas vistas.

## Historia

Escudo de Armas de los Oluja/Oluia. De sinople, una cruz de oro..

Este blasón fue aprobado el 13 de octubre de 1988 y publicado en el DOGC n.º 1.067 de 11 de noviembre del mismo año.
Se trata de armas arqueológicas de vasallaje. El escudo de sinople con una cruz de oro son las armas de los Oluja, señores juridisccionales durante el siglo XIV.